# Militello in Val di Catania
Militello in Val di Catania este o comună în Provincia Catania, Sicilia din sudul Italiei. În 2011 avea o populație de 7.818 de locuitori.

## Demografie
Militello in Val di Catania - evoluția demografică

|  | Graficele sunt indisponibile din cauza unor probleme tehnice. Mai multe informații se găsesc la Phabricator și la wiki-ul MediaWiki. |

Date: Recensăminte sau birourile de statistică - grafică realizată de Wikipedia

## Personalități născute aici
- Pippo Baudo (n. 1936), moderator de televiziune.